# Alpine Para-Skiweltmeisterschaften 2023
Die Alpinen Para-Skiweltmeisterschaften 2023 (offiziell: Espot 2023 FIS Para Alpine World Ski Championships) waren die 16. Austragung der Alpine Skiweltmeisterschaften der Behinderten und fanden vom 22. bis 28. Januar in der spanischen Gemeinde Espot statt. Erstmals in der Geschichte der Weltmeisterschaften wurden sie von der Fédération Internationale de Ski veranstaltet.

## Veranstaltungen

### Männer
| Wettbewerb        | Klasse       | Gold                                      | Zeit    | Silber                                       | Zeit    | Bronze                                    | Zeit    |
| Abfahrt           | sehbehindert | Johannes Aigner Guide: Matteo Fleischmann | 48.38   | Hyacinthe Deleplace Guide: Roy Piccard       | 48.84   | Michael Scharnagl Guide: Florian Erharter | 50.31   |
| Abfahrt           | sitzend      | Jesper Pedersen                           | 49.62   | Taiki Morii                                  | 50.52   | Jeroen Kampschreur                        | 50.97   |
| Abfahrt           | stehend      | Markus Salcher                            | 50.03   | Robin Cuche                                  | 50.11   | Alexis Guimond                            | 51.07   |
| Super-G           | sehbehindert | Neil Simpson Guide: Rob Poth              | 56.66   | Johannes Aigner Guide: Matteo Fleischmann    | 56.68   | Giacomo Bertagnolli Guide: Andrea Ravelli | 57.94   |
| Super-G           | sitzend      | Taiki Morii                               | 56.98   | Jeroen Kampschreur                           | 56.99   | Jesper Pedersen                           | 57.34   |
| Super-G           | stehend      | Markus Salcher                            | 56.95   | Robin Cuche                                  | 57.15   | Arthur Bauchet                            | 57.74   |
| Riesenslalom      | sehbehindert | Giacomo Bertagnolli Guide: Andrea Ravelli | 1:50.24 | Johannes Aigner Guide: Matteo Fleischmann    | 1:51.29 | Neil Simpson Guide: Rob Poth              | 1:51.52 |
| Riesenslalom      | sitzend      | Jesper Pedersen                           | 1:54.04 | Jeroen Kampschreur                           | 1:54.83 | Niels de Langen                           | 1:57.84 |
| Riesenslalom      | stehend      | Arthur Bauchet                            | 1:56.80 | Théo Gmür                                    | 1:57.28 | Federico Pelizzari                        | 1:58.78 |
| Slalom            | sehbehindert | Giacomo Bertagnolli Guide: Andrea Ravelli | 1:35.38 | Neil Simpson Guide: Rob Poth                 | 1:37:06 | Hwang Min-gyu Guide: Jung Sang-hyun       | 1:58:81 |
| Slalom            | sitzend      | Jesper Pedersen                           | 1:37:70 | René De Silvestro                            | 1:40:06 | Taiki Morii                               | 1:44:42 |
| Slalom            | stehend      | Arthur Bauchet                            | 1:38.91 | Jordan Broisin                               | 1:46:96 | Oscar Burnham                             | 1:48.03 |
| Super-Kombination | sehbehindert | Johannes Aigner Guide: Matteo Fleischmann | 1:44.24 | Giacomo Bertagnolli Guide: Branislav Brozman | 1:45.89 | Michał Gołaś Guide: Kacper Walas          | 1:48.48 |
| Super-Kombination | sitzend      | Jesper Pedersen                           | 1:47.82 | René De Silvestro                            | 1:48.68 | Jeroen Kampschreur                        | 1:50.77 |
| Super-Kombination | stehend      | Arthur Bauchet                            | 1:47.93 | Robin Cuche                                  | 1:53.13 | Aaron Lindström                           | 1:54.06 |

### Frauen
| Wettbewerb         | Klasse       | Gold                                    | Zeit    | Silber                                 | Zeit    | Bronze                                 | Zeit                           |
| Abfahrt            | sehbehindert | Chiara Mazzel Guide: Fabrizio Casal     | 53.91   | Martina Vozza Guide: Ylenia Sabidussi  | 55.04   | Alexandra Rexová Guide: Eva Trajčíková | 56.43                          |
| Abfahrt            | sitzend      | Barbara van Bergen                      | 55.29   | Anna-Lena Forster                      | 57.86   | keine weiteren Teilnehmerinnen         | keine weiteren Teilnehmerinnen |
| Abfahrt            | stehend      | Anna-Maria Rieder                       | 55.35   | Aurélie Richard                        | 56.27   | Frédérique Turgeon                     | 56.64                          |
| Super-G            | sehbehindert | Chiara Mazzel Guide: Fabrizio Casal     | 1:00.40 | Martina Vozza Guide: Ylenia Sabidussi  | 1:03.79 | Eva Nikou Guide: Dimitris Profentzas   | 1:04.91                        |
| Super-G            | sitzend      | Anna-Lena Forster                       | 1:07.57 | Laurie Stephens                        | 1:10.31 | Saylor O’Brien                         | 1:18.26                        |
| Super-G            | stehend      | Ebba Årsjö                              | 1:00.91 | Andrea Rothfuss                        | 1:05.06 | Anna-Maria Rieder                      | 1:05.33                        |
| Riesenslalom       | sehbehindert | Veronika Aigner Guide: Elisabeth Aigner | 1:58.41 | Menna Fitzpatrick Guide: Katie Guest   | 2:03.64 | Barbara Aigner Guide: Klara Sykora     | 2:05:62                        |
| Riesenslalom       | sitzend      | Anna-Lena Forster                       | 2:14:20 | Laurie Stephens                        | 2:26:90 | Nette Kiviranta                        | 2:28:00                        |
| Riesenslalom       | stehend      | Ebba Årsjö                              | 2:01:16 | Anna-Maria Rieder                      | 2:05:92 | Andrea Rothfuss                        | 2:07:86                        |
| Slalom             | sehbehindert | Veronika Aigner Guide: Elisabeth Aigner | 1:46.83 | Barbara Aigner Guide: Klara Sykora     | 1:50:15 | Menna Fitzpatrick Guide: Katie Guest   | 1:52:28                        |
| Slalom             | sitzend      | Anna-Lena Forster                       | 1:53:66 | Audrey Pascual Seco                    | 2:19:28 | keine weiteren Teilnehmerinnen         | keine weiteren Teilnehmerinnen |
| Slalom             | stehend      | Ebba Årsjö                              | 1:44.27 | Aurélie Richard                        | 1:57:30 | Andrea Rothfuss                        | 1:59.13                        |
| Alpine Kombination | sehbehindert | Chiara Mazzel Guide: Fabrizio Casal     | 1:59.95 | Alexandra Rexová Guide: Eva Trajčíková | 2:00.97 | Eva Nikou Guide: Dimitris Profentzas   | 2:01.41                        |
| Alpine Kombination | sitzend      | Anna-Lena Forster                       | 2:03.13 | Laurie Stephens                        | 2:17.71 | Saylor O’Brien                         | 2:28.87                        |
| Alpine Kombination | stehend      | Ebba Årsjö                              | 1:58.44 | Anna-Maria Rieder                      | 2:01.80 | Aurelie Richard                        | 2:03.46                        |

## Medaillenspiegel
| Platz | Land                   | Gold | Silber | Bronze | Gesamt |
| ----- | ---------------------- | ---- | ------ | ------ | ------ |
| 1     | Österreich             | 6    | 3      | 2      | 11     |
| 2     | Italien                | 5    | 5      | 2      | 12     |
| 3     | Deutschland            | 5    | 4      | 3      | 12     |
| 4     | Norwegen               | 4    | –      | 1      | 5      |
| 4     | Schweden               | 4    | –      | 1      | 5      |
| 6     | Frankreich             | 3    | 4      | 3      | 10     |
| 7     | Niederlande            | 1    | 2      | 3      | 6      |
| 8     | Vereinigtes Königreich | 1    | 2      | 2      | 5      |
| 9     | Japan                  | 1    | 1      | 1      | 3      |
| 10    | Schweiz                | –    | 4      | –      | 4      |
| 11    | Vereinigte Staaten     | –    | 3      | 2      | 5      |
| 12    | Slowakei               | –    | 1      | 1      | 2      |
| 13    | Spanien                | –    | 1      | –      | 1      |
| 14    | Kanada                 | –    | –      | 2      | 2      |
| 14    | Griechenland           | –    | –      | 2      | 2      |
| 16    | Südkorea               | –    | –      | 1      | 1      |
| 16    | Polen                  | –    | –      | 1      | 1      |
| 16    | Finnland               | –    | –      | 1      | 1      |